# Lansdowne-Baltimore Highlands
Pour les articles homonymes, voir Lansdowne.
Lansdowne-Baltimore Highlands est une localité CDP américaine située dans l’État du Maryland, dans la périphérie de Baltimore, comté de Baltimore. Sa population s’élevait à 15 724 habitants lors du recensement de 2000. Densité 1 481 hab/km2. La superficie totale de la localité est de 11,1 km2. 